# Луїс Лазанья
Луїс Цезар Лазанья (22 лютого 1923 — 6 серпня 2003) — американський лікар та професор медицини, відомий своїм переглядом клятви Гіппократа.
Луїс Лазанья є визнаний фахівець з клінічної фармакології[джерело?]. Переймався питаннями контролю народжуваності, евтаназії, переривання вагітності, медичних експериментів над людьми, брав участь у федеральному регулюванні наркотичних препаратів, писав книги, викладав клінічну фармакологію
У 1964 році Луїс Лазанья працював деканом медичної школи Університету Тафтс, штат Массачусетс. Він переглянув клятву Гіппократа: виключив з Клятви пункт «Насамперед, не зашкодь!». Донині відредагована Присяга лікаря прийнята багатьма медичними школами та викладена на сайті МОЗ України.
Народився в Квінсі (США) в родині іммігрантів — італійців. Закінчив Рутгерський університет в 1943 році, отримав ступень доктора медицини в 1947 році. Після завершення клінічного дослідження з питань анестезії в медичної школі Гарварду, працював на факультеті Університету Джона Хопкінса в 1954 році, де заснував перший у світі відділ клінічної фармакології. У 1970 році заступив на посаду першого голови кафедри фармакології та токсикології Університету Рочестера, школи медицини та стоматології. Заснував Центр вивчення ліків у Тафтсі. У липні 1984 року Центр переїхав в Університет Тафтса, а Лаїс Лазанья став деканом Школи випускників біомедичних наук Саклера.
Брав активну участь у культурному житті міста Рочестер (Міннесота): виступав в оркестрі, підтримував танцювальну компанію, керував та грав в щорічній постановці «Могуча лазанья».

## Автор
- «Догматичні дилеми» (1963)
- «Життя, смерть та лікар» (1968)
- «Ожиріння. Причини. Наслідки. Лікування» (1974)
- «Регулювання та розвиток ліків» (1975)
- «Інновації та прискорення розвитку клінічних ліків» (1987)
- «Фенілпропаноламін: обзор» (1988)